# Jinmeiyō kanji
Vous pouvez aider à l'améliorer ou bien discuter des problèmes sur sa page de discussion.
- Il peut contenir un travail inédit ou des déclarations non vérifiées. Vous pouvez l’améliorer en ajoutant des références. (Marqué depuis septembre 2014)

Vous pouvez aider à l'améliorer ou bien discuter des problèmes sur sa page de discussion.
- Il ne cite pas suffisamment ses sources. Vous pouvez indiquer les passages à sourcer avec {{référence nécessaire}} ou {{Référence souhaitée}}, et inclure les références utiles en les liant aux notes de bas de page. (Marqué depuis septembre 2014)
- Il est à actualiser. Certains passages sont obsolètes ou annoncent des événements désormais passés. (Marqué depuis novembre 2012)

- Archive Wikiwix
- Bing
- Cairn
- DuckDuckGo
- E. Universalis
- Gallica
- Google
- G. Books
- G. News
- G. Scholar
- Persée
- Qwant
- (zh) Baidu
- (ru) Yandex
- (wd) trouver des œuvres sur Wikidata

Les jinmeiyō kanji (人名用漢字) sont les caractères officiels autorisés par le ministère japonais de la Justice, dans la seconde annexe du décret d'application des règles d'enregistrement familial (戸籍法施行規則別表第二, kosekihō shikōkisoku beppyō dai-ni).
En règle générale, les caractères acceptés dans les noms complets inscrits au registre familial peuvent seulement provenir des jōyō kanji, des jinmeiyō kanji, des katakanas et des hiraganas (excluant les hentaigana).
Avec la publication de l'avis ministériel de 1946 qui limitait le nombre de kanjis utilisables dans toute la société japonaise (les tōyō kanji), beaucoup de kanjis utilisés dans les noms propres ne pouvaient plus être utilisés. Donc jusqu'au 25 mai 1951, date à laquelle le ministère spécifia les 92 premiers jinmeiyō kanji, le nom des nouveau-nés ne pouvait être composé que des 1 850 tōyō kanji.
En date du 25 septembre 2017, 863 kanjis sont autorisés pour les noms de personnes.

## Historique desjinmeiyō kanji
Séparé par année d'introduction.

### 25 mai 1951
Publication des 92 premiers caractères des jinmeiyō kanji.
丑 丞 乃 之 也 亘 亥 亦 亨 亮 伊 匡 卯 只 吾 呂 哉 嘉 圭 奈 宏 寅 巌 巳 庄 弘 弥 彦 悌 敦 昌 晃 晋 智 暢 朋 桂 桐 楠 橘 欣 欽 毅 浩 淳 熊 爾 猪 玲 琢 瑞 睦 磯 祐 禄 禎 稔 穣 綾 惣 聡 肇 胤 艶 蔦 藤 蘭 虎 蝶 輔 辰 郁 酉 錦 鎌 靖 須 馨 駒 鯉 鯛 鶴 鹿 麿 亀
Sept d'entre eux ont été transférés dans les jōyō kanji : 仙 尚 杉 甚 磨 斉 龍 (ce dernier sous la forme simplifiée 竜, « dragon »).

### 30 juillet 1976
Addition de 28 kanjis pour un total de 120 caractères.
佑 允 冴 喬 怜 旭 杏 梓 梢 梨 沙 渚 瑠 瞳 紗 紘 絢 翠 耶 芙 茜 藍 那 阿 隼 鮎 葵
Un fut transféré dans les jōyō kanji : 悠

### 1eroctobre 1981
Introduction des jōyō kanji, retrait de 8 kanjis (puisqu'ils ont été ajoutés dans les jōyō kanji) et addition de 54 kanjis pour un total de 166 caractères.
伍 伶 侑 尭 孟 峻 嵩 嶺 巴 彬 惇 惟 慧 斐 旦 昂 李 栗 楓 槙 汐 洵 洸 渥 瑛 瑶 璃 甫 皓 眸 矩 碧 笹 緋 翔 脩 苑 茉 莉 萌 萩 蓉 蕗 虹 諒 赳 迪 遥 遼 霞 頌 駿 鳩 鷹

### 1ermars 1990
Addition de 118 kanjis pour un total de 284 caractères.
伎 伽 侃 倖 倭 偲 冶 凌 凜 凪 捺 於 旺 昴 晏 晟 晨 暉 曙 朔 凱 勁 叡 叶 唄 啄 奎 媛 嬉 宥 崚 嵐 嵯 巽 彗 彪 恕 憧 拳 捷 杜 柊 柚 柾 栞 梧 椋 椎 椰 椿 楊 榛 槻 樺 檀 毬 汀 汰 洲 湧 滉 漱 澪 熙 燎 燦 燿 爽 玖 琳 瑚 瑳 皐 眉 瞭 碩 秦 稀 稜 竣 笙 紬 絃 綜 綸 綺 耀 胡 舜 芹 茄 茅 莞 菖 菫 蒔 蒼 蓮 蕉 衿 袈 裟 詢 誼 諄 邑 醇 采 雛 鞠 颯 魁 鳳 鴻 鵬 麟 黎 黛

### 3 décembre 1997
Addition d'un kanji pour un total de 285 caractères :
琉

### 23 février 2004
Addition d'un kanji pour un total de 286 caractères :
曽

### 7 juin 2004
Addition d'un kanji pour un total de 287 caractères :
獅

### 11 juin 2004
Aucun ajout mais un plan proposant d'ajouter une liste de 578 kanjis aux jinmeiyō kanji a été déposé. Ils ont été proposés au conseil sur les jinmeiyō kanji du conseil législatif du ministère de la Justice. Certains caractères qui faisaient l'objet d'une forte demande de la part des parents, comme 苺 (ichigo, « fraise ») ; 遥 (haruka, « distant ») ; 煌 (akira, « scintillant ») ; 牙 (kiba, « croc ») ont été inclus dans la liste. Beaucoup d'autres ont été inclus non pas pour leur potentiel d'utilisation dans un nom (comme on va le constater) mais plutôt pour leur fréquence d'usage et leur facilité de lecture/écriture. Par exemple : 糞 (kuso, « excrément ») ; 呪 (noroi, « malédiction ») ; 屍 (shikabane, « cadavre ») ; 癌 (gan, « cancer »). À ce même conseil, il a été décidé d'offrir la chance de proposer des caractères qui seront inclus ou exclus du rapport final sur le site du ministère de la Justice et ce jusqu'au 9 juillet 2004.

### 12 juillet 2004
Addition de 3 kanjis pour un total de 290 caractères :
毘 瀧 駕

### 23 juillet 2004
Aucun ajout. Après de vives protestations, le conseil a décidé de retirer neuf caractères des 489 qui ont reçu des demandes d'ajout. Les neuf caractères sont 糞 (voir plus haut) ; 呪 (voir plus haut) ; 屍 (voir plus haut) ; 癌 (voir plus haut) ; 姦 (kashimashii, « viol, séduction ») ; 淫 (midara, « obscène ») ; 怨 (urami, « rancune ») ; 痔 (shimogasa, « hémorroïdes ») ; 妾 (mekake, « concubine »).
Les 480 autres caractères restent encore sous observation quant à leur ajout, ainsi qu'un caractère supplémentaire : il s'agit de 掬 (kiku, « puiser de l'eau avec ses mains »).

### 27 septembre 2004
Addition de 484 kanjis, ainsi que des variantes traditionnelles de 209 jōyō kanji, pour un total de 983 caractères.

### 30 avril 2009
Addition de 2 kanjis pour un total de 985 caractères :
祷 穹

### 30 novembre 2010
Fin 2010, le gouvernement japonais a ajouté 196 caractères à la liste des jōyō kanji. Cette liste inclut depuis lors 129 caractères précédemment classés parmi les jinmeiyō kanji, dont 11 figurant dans des noms de préfectures ou de pays voisins :
- 茨 (ibara dans 茨城県, préfecture d'Ibaraki)
- 媛 (hime dans 愛媛県, préfecture d'Ehime)
- 岡 (oka dans 静岡県, préfecture de Shizuoka)
- 韓 (kan dans 韓国, Corée du Sud)
- 熊 (kuma dans 熊本県, préfecture de Kumamoto)
- 埼 (sai dans 埼玉県, préfecture de Saitama)
- 栃 (tochi dans 栃木県, préfecture de Tochigi)
- 奈 (na dans 奈良県, préfecture de Nara)
- 梨 (nashi dans 山梨県, préfecture de Yamanashi)
- 阪 (saka dans 大阪, Osaka)
- 阜 (fu dans 岐阜県, préfecture de Gifu)

Au même moment, 5 caractères (勺, shaku, une ancienne unité de mesure ; 錘, sui, « broche » ; 銑, sen, « fonte brute » ; 脹, chō ou fuku, « enfler » ; 匁, momme, unité de mesure de masse) sont supprimés de la liste des jōyō kanji et rejoignent celle des jinmeiyō kanji, portant leur nombre total à 861 caractères.

### 7 janvier 2015
Addition d'un kanji pour un total de 862 caractères :
巫

### 25 septembre 2017
Addition d'un kanji pour un total de 863 caractères :
渾

## Liste complète des 863jinmeiyō kanji

### Liste desjinmeiyō kanjide forme moderne
丑丞乃之乎也云亘些亦亥亨亮仔伊伍伽佃佑伶侃侑俄俠俣俐倭俱倦倖偲傭儲允兎兜其冴凌凜凧凪凰凱函劉劫勁勺勿匁匡廿卜卯卿厨厩叉叡叢叶只吾吞吻哉哨啄哩喬喧喰喋嘩嘉嘗噌噂圃圭坐尭坦埴堰堺堵塙壕壬夷奄奎套娃姪姥娩嬉孟宏宋宕宥寅寓寵尖尤屑峨峻崚嵯嵩嶺巌巫已巳巴巷巽帖幌幡庄庇庚庵廟廻弘弛彗彦彪彬徠忽怜恢恰恕悌惟惚悉惇惹惺惣慧憐戊或戟托按挺挽掬捲捷捺捧掠揃摑摺撒撰撞播撫擢孜敦斐斡斧斯於旭昂昊昏昌昴晏晃晒晋晟晦晨智暉暢曙曝曳朋朔杏杖杜李杭杵杷枇柑柴柘柊柏柾柚桧栞桔桂栖桐栗梧梓梢梛梯桶梶椛梁棲椋椀楯楚楕椿楠楓椰楢楊榎樺榊榛槙槍槌樫槻樟樋橘樽橙檎檀櫂櫛櫓欣欽歎此殆毅毘毬汀汝汐汲沌沓沫洸洲洵洛浩浬淵淳渚淀淋渥湘湊湛溢滉溜漱漕漣澪濡瀕灘灸灼烏焰焚煌煤煉熙燕燎燦燭燿爾牒牟牡牽犀狼猪獅玖珂珈珊珀玲琢琉瑛琥琶琵琳瑚瑞瑶瑳瓜瓢甥甫畠畢疋疏皐皓眸瞥矩砦砥砧硯碓碗碩碧磐磯祇祢祐祷禄禎禽禾秦秤稀稔稟稜穣穹穿窄窪窺竣竪竺竿笈笹笙笠筈筑箕箔篇篠簞簾籾粥粟糊紘紗紐絃紬絆絢綺綜綴緋綾綸縞徽繫繡纂纏羚翔翠耀而耶耽聡肇肋肴胤胡脩腔脹膏臥舜舵芥芹芭芙芦苑茄苔苺茅茉茸茜莞荻莫莉菅菫菖萄菩萌萊菱葦葵萱葺萩董葡蓑蒔蒐蒼蒲蒙蓉蓮蔭蔣蔦蓬蔓蕎蕨蕉蕃蕪薙蕾蕗藁薩蘇蘭蝦蝶螺蟬蟹蠟衿袈袴裡裟裳襖訊訣註詢詫誼諏諄諒謂諺讃豹貰賑赳跨蹄蹟輔輯輿轟辰辻迂迄辿迪迦這逞逗逢遥遁遼邑祁郁鄭酉醇醐醍醬釉釘釧銑鋒鋸錘錐錆錫鍬鎧閃閏閤阿陀隈隼雀雁雛雫霞靖鞄鞍鞘鞠鞭頁頌頗顚颯饗馨馴馳駕駿驍魁魯鮎鯉鯛鰯鱒鱗鳩鳶鳳鴨鴻鵜鵬鷗鷲鷺鷹麒麟麿黎黛鼎渾

### Liste des kanjis traditionnels tolérés dans les noms
Liste des caractères traditionnels tolérés dans les noms, la plupart (212 sur 230) étant des versions non simplifiées (donc archaïques) des kanjis officiels.

#### Kanjis venant desjōyō kanji
(Les carrés sont des caractères qui ne se trouvent pas dans votre police Unicode, ce qui est normal compte tenu de la rareté de certains.)
亞（亜） 惡（悪） 爲（為） 逸（逸） 榮（栄） 衞（衛） 謁（謁） 圓（円） 緣（縁） 薗（園） 應（応） 櫻（桜） 奧（奥） 橫（横） 溫（温） 價（価） 禍（禍） 悔（悔） 海（海） 壞（壊） 懷（懐） 樂（楽） 渴（渇） 卷（巻） 陷（陥） 寬（寛） 漢（漢） 氣（気） 祈（祈） 器（器） 僞（偽） 戲（戯） 虛（虚） 峽（峡） 狹（狭） 響（響） 曉（暁） 勤（勤） 謹（謹） 駈（駆） 勳（勲） 薰（薫） 惠（恵） 揭（掲） 鷄（鶏） 藝（芸） 擊（撃） 縣（県） 儉（倹） 劍（剣） 險（険） 圈（圏） 檢（検） 顯（顕） 驗（験） 嚴（厳） 廣（広） 恆（恒） 黃（黄） 國（国） 黑（黒） 穀（穀） 碎（砕） 雜（雑） 祉（祉） 視（視） 兒（児） 濕（湿） 實（実） 社（社） 者（者） 煮（煮） 壽（寿） 收（収） 臭（臭） 從（従） 澁（渋） 獸（獣） 縱（縦） 祝（祝） 暑（暑） 署（署） 緖（緒） 諸（諸） 敍（叙） 將（将） 祥（祥） 涉（渉） 燒（焼） 奬（奨） 條（条） 狀（状） 乘（乗） 淨（浄） 剩（剰） 疊（畳） 孃（嬢） 讓（譲） 釀（醸） 神（神） 眞（真） 寢（寝） 愼（慎） 盡（尽） 粹（粋） 醉（酔） 穗（穂） 瀨（瀬） 齊（斉） 靜（静） 攝（摂） 節（節） 專（専） 戰（戦） 纖（繊） 禪（禅） 祖（祖） 壯（壮） 爭（争） 莊（荘） 搜（捜） 巢（巣） 曾（曽） 裝（装） 僧（僧） 層（層） 瘦（痩） 騷（騒） 增（増） 憎（憎） 藏（蔵） 贈（贈） 臟（臓） 卽（即） 帶（帯） 滯（滞） 瀧（滝） 單（単） 嘆（嘆） 團（団） 彈（弾） 晝（昼） 鑄（鋳） 著（著） 廳（庁） 徵（徴） 聽（聴） 懲（懲） 鎭（鎮） 轉（転） 傳（伝） 都（都） 嶋（島） 燈（灯） 盜（盗） 稻（稲） 德（徳） 突（突） 難（難） 拜（拝） 盃（杯） 賣（売） 梅（梅） 髮（髪） 拔（抜） 繁（繁） 晚（晩） 卑（卑） 祕（秘） 碑（碑） 賓（賓） 敏（敏） 冨（富） 侮（侮） 福（福） 拂（払） 佛（仏） 勉（勉） 步（歩） 峯（峰） 墨（墨） 飜（翻） 每（毎） 萬（万） 默（黙） 埜（野） 彌（弥） 藥（薬） 與（与） 搖（揺） 樣（様） 謠（謡） 來（来） 賴（頼） 覽（覧） 欄（欄） 龍（竜） 虜（虜） 凉（涼） 綠（緑） 淚（涙） 壘（塁） 類（類） 禮（礼） 曆（暦） 歷（歴） 練（練） 鍊（錬） 郞（郎） 朗（朗） 廊（廊） 錄（録）
Dans cette liste, la forme moderne (shinjitai) correspondant à chaque kanji traditionnel et appartenant aux jōyō kanji est donnée entre (parenthèses).

#### Kanjis venant desjinmeiyō kanji
亙（亘） 凛（凜） 堯（尭） 巖（巌） 晄（晃） 檜（桧） 槇（槙） 渚（渚） 猪（猪） 琢（琢） 禰（祢） 祐（祐） 禱（祷） 祿（禄） 禎（禎） 穰（穣） 萠（萌） 遙（遥）